# Nuoto ai Giochi della XXVI Olimpiade - 200 metri misti femminili
Hanno partecipato alle batterie di qualificazione 43 atlete: le prime 8 si sono qualificate per la finale A, le successive 8 invece si sono qualificate per la finale B.

## Finale A
24 luglio 1996
| Posizione | Atleta           | Paese       | Tempo   |
| --------- | ---------------- | ----------- | ------- |
|           | Michelle Smith   | Irlanda     | 2:13.93 |
|           | Marianne Limpert | Canada      | 2:14.35 |
|           | Lin Li           | Cina        | 2:14.74 |
| 4         | Joanne Malar     | Canada      | 2:15.30 |
| 5         | Elli Overton     | Australia   | 2:16.04 |
| 6         | Allison Wagner   | Stati Uniti | 2:16.43 |
| 7         | Minouche Smit    | Paesi Bassi | 2:16.73 |
| 8         | Louise Karlsson  | Svezia      | 2:17.25 |

## Finale B
| Posizione | Atleta             | Paese       | Tempo   |
| --------- | ------------------ | ----------- | ------- |
| 9         | Kristine Quance    | Stati Uniti | 2:15.24 |
| 10        | Wu Yanyan          | Cina        | 2:16.61 |
| 11        | Sabine Herbst      | Germania    | 2:16.68 |
| 12        | Beatrice Coada     | Romania     | 2:16.75 |
| 13        | Martina Moravcová  | Slovacchia  | 2:17.40 |
| 14        | Britta Vestergaard | Danimarca   | 2:17.95 |
| 15        | Alicja Pęczak      | Polonia     | 2:18.21 |
| 16        | Silvia Parera      | Spagna      | 2:19.92 |

## Non qualificate
| Posizione | Atleta                | Paese         | Tempo   |
| --------- | --------------------- | ------------- | ------- |
| 17        | Emma Johnson          | Australia     | 2:17.02 |
| 18        | Brigitte Becue        | Belgio        | 2:18.28 |
| 19        | Alenka Kejžar         | Slovenia      | 2:18.39 |
| 20        | Lenka Maňhalová       | Rep. Ceca     | 2:18.43 |
| 21        | Susan Rolph           | Regno Unito   | 2:18.81 |
| 22        | Gabrielle Rose        | Brasile       | 2:18.99 |
| 23        | Katerina Sarakatsani  | Grecia        | 2:19.74 |
| 24        | Elin Austevoll        | Norvegia      | 2:19.81 |
| 25        | Anna Wilson           | Nuova Zelanda | 2:19.87 |
| 26        | Darja Šmelёva         | Russia        | 2:20.34 |
| 27        | Julia Russell         | Sudafrica     | 2:20.40 |
| 28        | Fumie Kurotori        | Giappone      | 2:20.58 |
| 29        | Elena Lapunova        | Ucraina       | 2:20.76 |
| 30        | Martina Nemec         | Austria       | 2:21.10 |
| 31        | Carolyn Adel          | Suriname      | 2:21.54 |
| 32        | Joscelin Yeo          | Singapore     | 2:21.76 |
| 33        | Petra Chaves          | Portogallo    | 2:22.03 |
| 34        | Praphalsai Minpraphal | Thailandia    | 2:22.34 |
| 35        | Jie-Hyun Lee          | Corea del Sud | 2:22.97 |
| 36        | Nadège Cliton         | Francia       | 2:25.25 |
| 37        | Sonia Álvarez         | Porto Rico    | 2:25.57 |
| 38        | Akiko Thomson         | Filippine     | 2:25.87 |
| 39        | Olga Bogatyreva       | Kirghizistan  | 2:26.42 |
| 40        | Beáta Újhelyi         | Ungheria      | 2:26.77 |
| 41        | Tsai Shu-min          | Taipei cinese | 2:28.71 |
| 42        | Meritxell Sabate      | Andorra       | 2:37.38 |
| 43        | Mira Ghniem           | Giordania     | 2:56.99 |